# Lakapenos

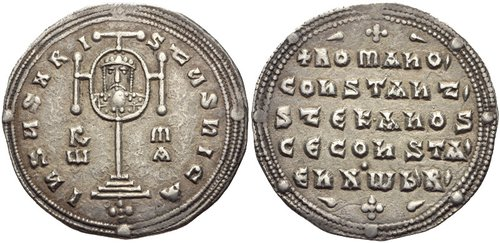
Miliaresion Romanos’ I. Lakapenos mit den Namen seiner Mitkaiser Konstantin VII., Stephanos Lakapenos und Konstantin Lakapenos auf dem Revers. Geprägt zwischen 931 und 944

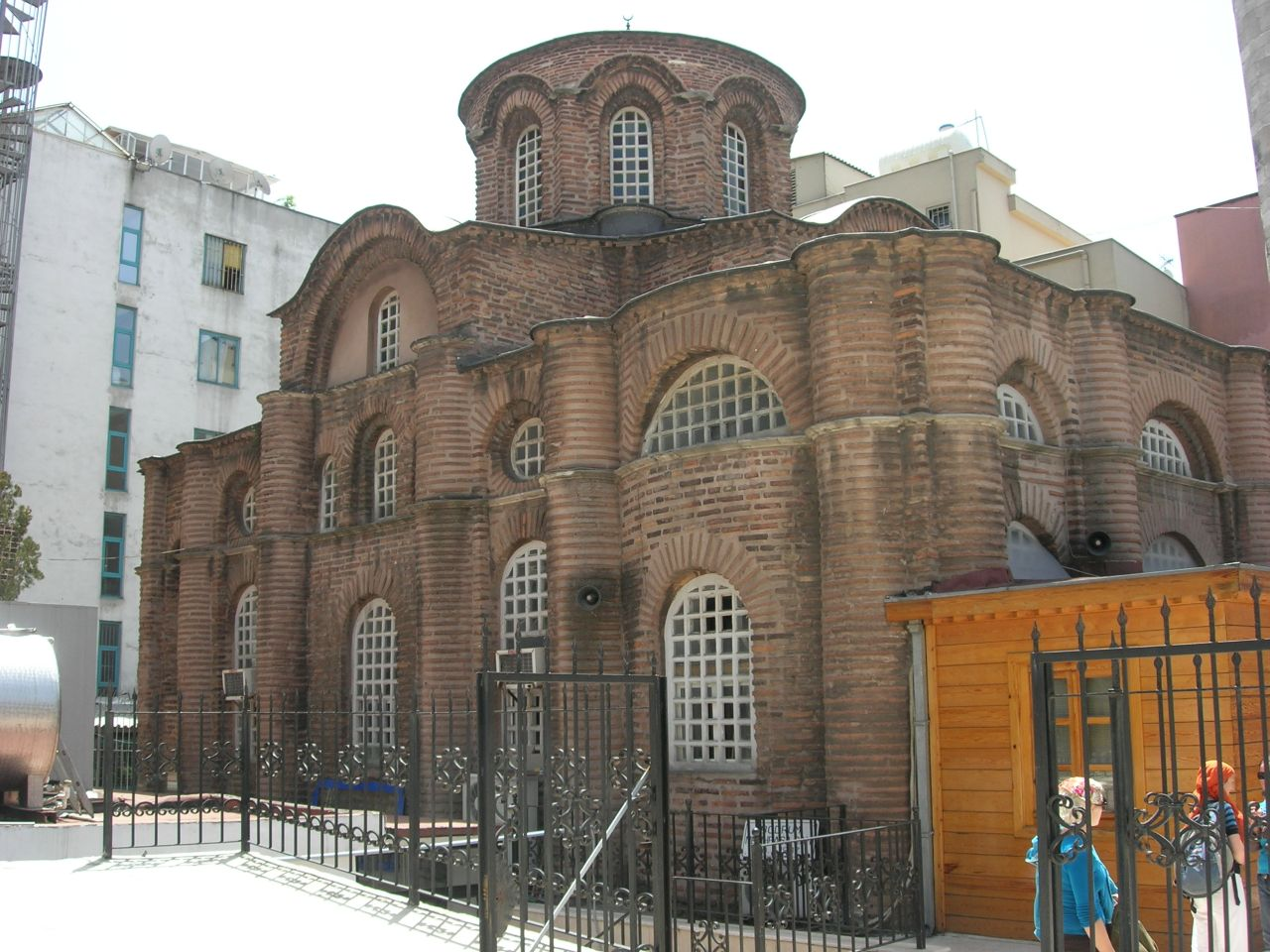
Das Myrelaion (heute „Bodrum-Moschee“) in Konstantinopel war die Grablege der Lakapenoi

Lakapenos (auch Lekapenos; mittelgriechisch Λακαπηνός) ist der Name einer byzantinischen Familie, die im 10. Jahrhundert mit der Makedonischen Dynastie um den Thron in Konstantinopel konkurrierte. Der Name führt sich auf den kappadokischen Ort Lakape (Laqabin) zwischen Melitene und Samosata zurück.

## Wichtige Mitglieder
- Romanos I. Lakapenos (um 880–948), Kaiser
  - Christophoros Lakapenos (um 900–931), Mitkaiser
    - Romanos Lakapenos (um 920–vor 927), Mitkaiser
    - Maria-Irene Lakapene (um 920/925–um 966) ⚭ Peter I. (Bulgarien)
    - Michael Lakapenos Porphyrogennetos (um 922–nach 963)

  - Helena Lakapene (um 915–961) ⚭ Konstantin VII.
    - Romanos II.

  - Theophylaktos Lakapenos (917–956), Patriarch
  - Stephanos Lakapenos (920/921–963), Mitkaiser
  - Konstantin Lakapenos (921/922–946/948), Mitkaiser
  - Basileios Lakapenos (um 925–um 985/986), Eunuch